# 荷蘭的路易絲
荷蘭的路易絲（荷蘭語：Wilhelmina Frederika Alexandrina Anna Louise; 1828年8月5日 – 1871年3月30日），瑞典與挪威王后，1859年-1871年在位，丈夫是瑞典與挪威國王卡爾十五世/四世。
父親弗雷德里克是荷蘭國王威廉一世的次子。
1859年，卡爾即位為瑞典-挪威聯盟國王，稱「卡爾十五世」（瑞典）/卡爾四世（挪威），路易絲成為瑞典與挪威王后。

## 家庭
1950年，路易絲與瑞典的卡爾王子結婚，共有一子一女：
- 路易莎·约瑟芬娜·尤金妮娅（Lovisa Josefina Eugenia，1851年10月31日－1926年3月20日），丹麥王后
- 卡爾·奧斯卡·威尔海姆·弗雷德里克（Carl Oscar Vilhelm Fredrik，1852年12月14日－1854年3月13日），南曼蘭公爵，早夭